# عباس‌آباد (قلعه‌گنج)
عباس‌آباد، روستایی در دهستان قلعه‌گنج بخش مرکزی شهرستان قلعه‌گنج در استان کرمان ایران است.

## جمعیت
بر پایه سرشماری عمومی نفوس و مسکن در سال ۱۳۹۵، جمعیت این روستا برابر با ۳۲۱ نفر (۹۷ خانوار) بوده‌است.